# Brevans
Brevans és un municipi francès situat al departament del Jura i a la regió de Borgonya - Franc Comtat. L'any 2007 tenia 626 habitants.

## Demografia

### Població
El 2007 la població de fet de Brevans era de 626 persones. Hi havia 265 famílies de les quals 72 eren unipersonals (20 homes vivint sols i 52 dones vivint soles), 93 parelles sense fills, 88 parelles amb fills i 12 famílies monoparentals amb fills.
La població ha evolucionat segons el següent gràfic:
Habitants censats

### Habitatges
El 2007 hi havia 280 habitatges, 266 eren l'habitatge principal de la família, 4 eren segones residències i 10 estaven desocupats. 230 eren cases i 49 eren apartaments. Dels 266 habitatges principals, 192 estaven ocupats pels seus propietaris, 66 estaven llogats i ocupats pels llogaters i 8 estaven cedits a títol gratuït; 1 tenia una cambra, 16 en tenien dues, 42 en tenien tres, 74 en tenien quatre i 133 en tenien cinc o més. 229 habitatges disposaven pel capbaix d'una plaça de pàrquing. A 109 habitatges hi havia un automòbil i a 140 n'hi havia dos o més.

### Piràmide de població
La piràmide de població per edats i sexe el 2009 era:
| Homes | Edats   | Dones |
| ----- | ------- | ----- |
| 0     | 95 o +  | 0     |
| 0     | 90 a 94 | 4     |
| 4     | 85 a 89 | 4     |
| 16    | 80 a 84 | 4     |
| 16    | 75 a 79 | 12    |
| 8     | 70 a 74 | 20    |
| 12    | 65 a 69 | 20    |
| 4     | 60 a 64 | 12    |
| 16    | 55 a 59 | 0     |
| 16    | 50 a 54 | 24    |
| 16    | 45 a 49 | 28    |
| 28    | 40 a 44 | 28    |
| 36    | 35 a 39 | 20    |
| 24    | 30 a 34 | 28    |
| 12    | 25 a 29 | 20    |
| 4     | 20 a 24 | 12    |
| 28    | 15 a 19 | 28    |
| 20    | 10 a 14 | 32    |
| 20    | 5 a 9   | 36    |
| 20    | 0 a 4   | 16    |

## Economia
El 2007 la població en edat de treballar era de 430 persones, 326 eren actives i 104 eren inactives. De les 326 persones actives 301 estaven ocupades (153 homes i 148 dones) i 25 estaven aturades (13 homes i 12 dones). De les 104 persones inactives 41 estaven jubilades, 39 estaven estudiant i 24 estaven classificades com a «altres inactius».

### Ingressos
El 2009 a Brevans hi havia 266 unitats fiscals que integraven 638,5 persones, la mediana anual d'ingressos fiscals per persona era de 17.928 €.

### Activitats econòmiques
Dels 24 establiments que hi havia el 2007, 3 eren d'empreses extractives, 2 d'empreses de fabricació d'altres productes industrials, 6 d'empreses de construcció, 6 d'empreses de comerç i reparació d'automòbils, 1 d'una empresa de transport, 1 d'una empresa d'hostatgeria i restauració, 1 d'una entitat de l'administració pública i 4 d'empreses classificades com a «altres activitats de serveis».
Dels 9 establiments de servei als particulars que hi havia el 2009, 1 era un taller de reparació d'automòbils i de material agrícola, 2 paletes, 1 guixaire pintor, 1 fusteria, 2 lampisteries i 2 perruqueries.
L'any 2000 a Brevans hi havia 6 explotacions agrícoles.

## Equipaments sanitaris i escolars
El 2009 hi havia una escola elemental integrada dins d'un grup escolar amb les comunes properes formant una escola dispersa.

## Poblacions més properes
El següent diagrama mostra les poblacions més properes.